# BEHALA

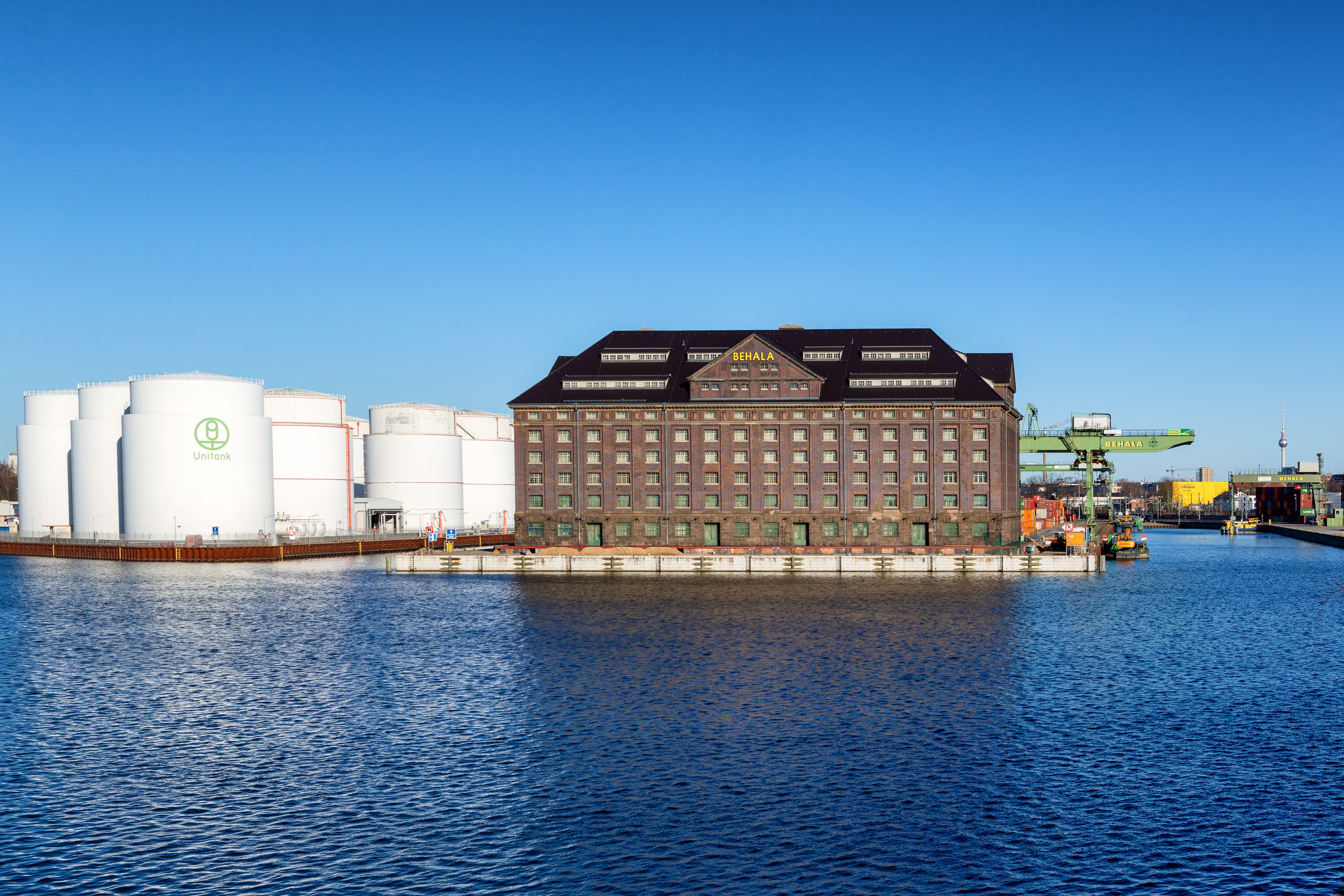
Blick auf das Berliner Westhafen-Gelände, den Sitz der BEHALA

Die Berliner Hafen- und Lagerhausgesellschaft mbH, kurz BEHALA genannt, betreibt in Berlin mehrere Binnenhäfen mit den dazugehörigen Lagerhäusern, dem Güterumschlag, den Hafenbahnen und die Vermietung von Immobilien auf den Hafengeländen. Sie ist eine GmbH mit 100-prozentiger Beteiligung des Landes Berlin.
Die am 26. Februar 1923 gegründete Gesellschaft hat ihren heutigen Sitz am Berliner Westhafen in Berlin-Moabit. Sie betreibt außerdem den Südhafen in Spandau (Tiefwerder) und den Hafen Neukölln.

## Geschichte

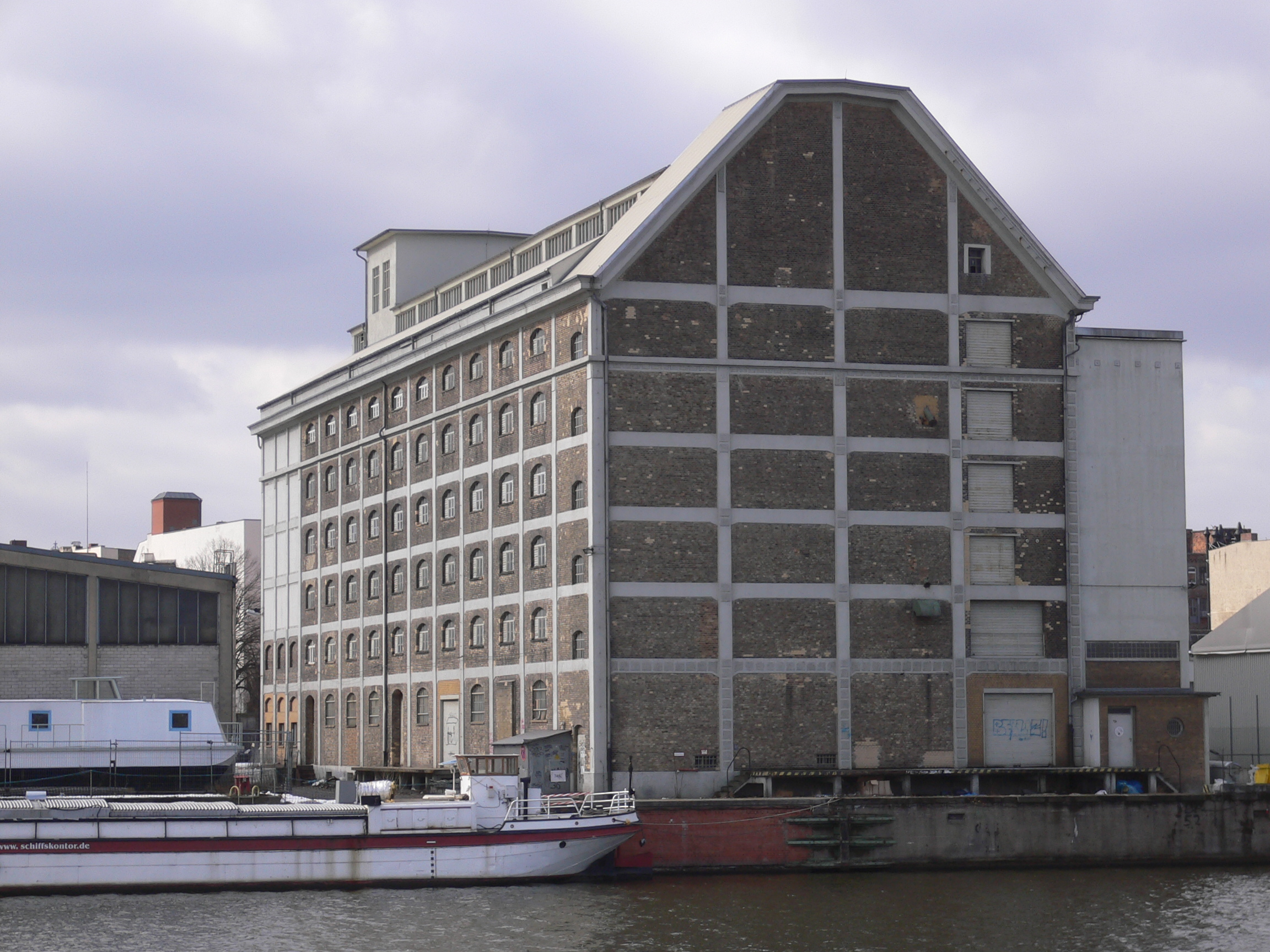
Viktoriaspeicher I auf dem BEHALA-Gelände an der Köpenicker Straße

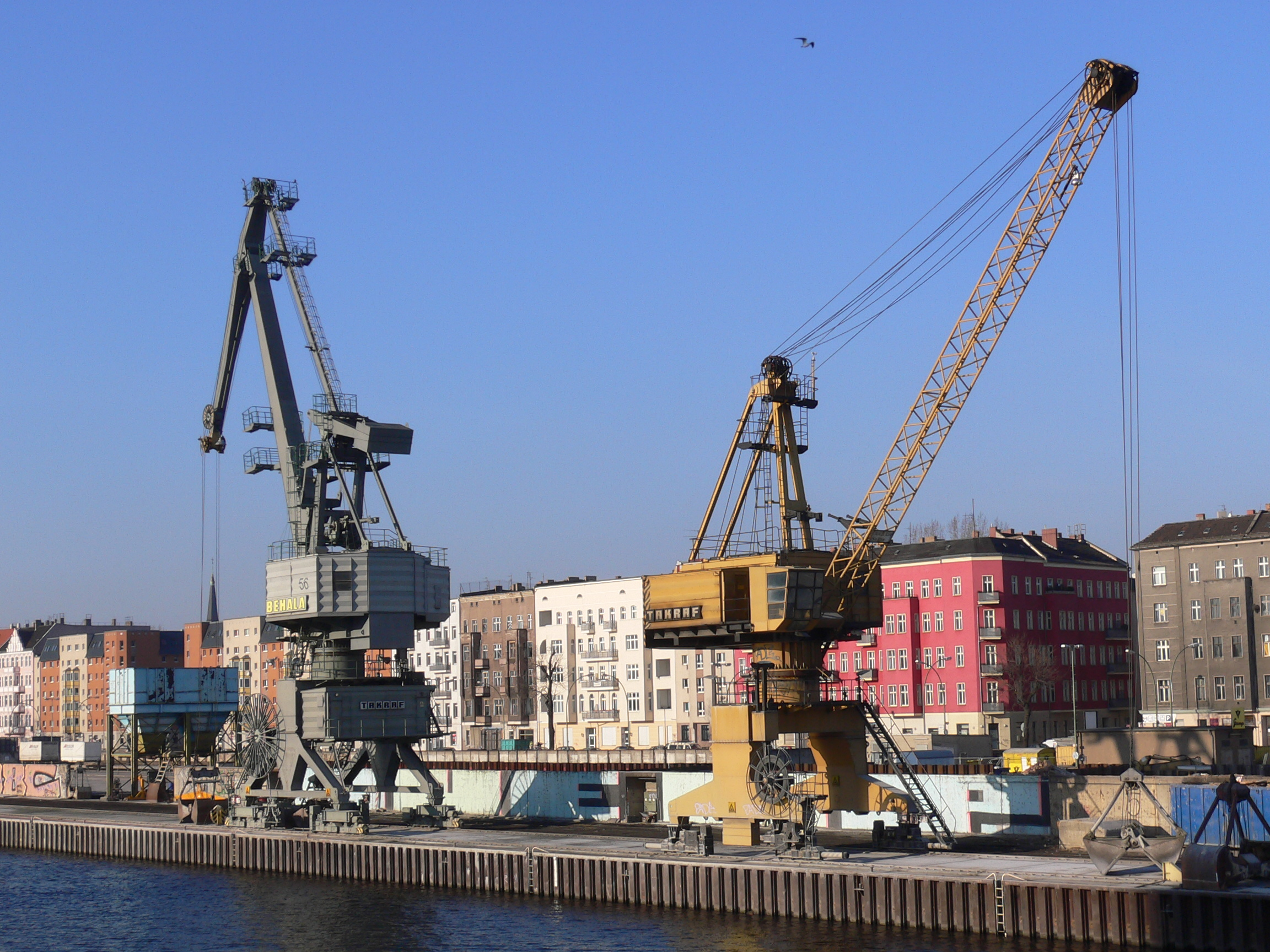
TAKRAF-Krane der BEHALA im Osthafen

In bzw. um Berlin kam es zu Anfang des 20. Jahrhunderts zum Bau mehrerer Häfen. 1906 bis 1911 wurde der Spandauer Südhafen gebaut, 1907 bis 1913 der Osthafen, 1912 bis 1922 der Hafen Neukölln, 1914 bis 1923 dann der Westhafen.
Die Stadt konnte aufgrund der schwierigen finanziellen Lage die Häfen nicht selber betreiben und musste sie an eine Aktiengesellschaft, nämlich die am 26. Februar 1923 extra gegründete Berliner Hafen- und Lagerhaus A.-G., die Generaldirektion der Berliner Häfen, (BEHALA), verpachten, an der sie nur eine 25-prozentige Beteiligung hielt. Die anderen Anteile hielten die Speditionsfirmen Schenker und Carl J. Busch. Am 1. März übernahm die BEHALA den Hafenbetrieb.
Im Juli 1929 übernahm die BEHALA die Grundstücke Köpenicker Straße 20–26a in Kreuzberg mit dem 1910–1911 nach Entwurf des Architekten Franz Ahrens gebauten Viktoriaspeicher I. 1937 wurde das Gelände Köpenicker Straße 16–17 erworben, auf dem sich das im 19. Jahrhundert errichtete Proviantamt der Garde du Corps mit Bäckerei und Lagerhäusern befand. Auf diesem Gelände entstand 1938–1939 der Viktoriaspeicher II. Beide Speicherbauten stehen heute unter Denkmalschutz.
In der Köpenicker Str. 24a betrieb die BEHALA in der NS-Zeit ein Lager für Zwangsarbeiter.
Am 1. Januar 1937 wurde die BEHALA ein städtischer Eigenbetrieb. 1939 bis 1943 wurde im Westhafen ein Getreidesilo errichtet. Im Zweiten Weltkrieg wurden im Westhafen 60 Prozent, im Osthafen 80 Prozent der Anlagen zerstört.
Nach der Teilung der Stadt begann im Mai 1949 die Bevorratungsaktion durch den West-Berliner Senat, 1961 wurden mit dem Bau der Mauer die Senatsreserve in den Hafenspeichern aufgestockt.
1958 erwarb die BEHALA die an den Viktoriaspeicher I angrenzenden Grundstücke Köpenicker Straße 27, 27a, 28 und 29 als Lagerplatz. 1960 wurde der Kohlehandel vom Urbanhafen auf dieses Gelände verlagert, 1980 wurde ein Umschlag von 250.000 t erreicht.
1994 wurde die BEHALA eine Anstalt öffentlichen Rechts.
2000 beteiligte sich die BEHALA mit anderen öffentlichen Unternehmen Berlins an der Stiftung „Erinnerung, Verantwortung und Zukunft“ zur Entschädigung der ehemaligen NS-Zwangsarbeiter.
2003 wurde die BEHALA in eine GmbH umgewandelt.
Der Osthafen in Friedrichshain wurde seit 2000 als Medienstandort entwickelt und hat seit 2006 keine Umschlagfunktion mehr. Die beiden Krananlagen und die Hafenbahn mit der Anbindung zum Innenring wurden abgebaut.
Das Unternehmen ist heute Mitglied des Investorenprojektes Mediaspree, das die wirtschaftliche Nutzung des Spreeufers im Bezirk Friedrichshain-Kreuzberg unterstützt.
Am 3. September 2023 veranstaltete die Behala zu ihrem 100-jährigen Jubiläum einen Hafengeburtstag.

## Hafenbahn
Die BEHALA ist auch ein Eisenbahninfrastruktur- und Eisenbahnverkehrsunternehmen, das insgesamt zwölf Kilometer Gleisanlagen im West- und Südhafen betreut. Die Zuführung der Waggons erfolgt mit eigenen Triebfahrzeugen von den Güterbahnhöfen Ruhleben und Moabit. Im Westhafen hat das neue trimodale Containerterminal zu einem Anstieg des Güterverkehrs geführt. Es gibt eine werktägliche Containerzugverbindung von Hamburg und eine werktägliche KLV-Verbindung von Bönen für einen großen Warenhaus-Konzern. Ab Ende Mai 2009 ergänzt der Rhein-Spree-Express dieses Angebot mit einer werktäglichen Containerverbindung zu den Terminals Gerolstein, Hürth und Krefeld (mit möglichen Bargeverbindungen nach Antwerpen und Rotterdam).
Für den zunehmenden Schienengüterverkehr zum Westhafen erweisen sich die infrastrukturellen Nachteile als Betriebshindernis: fehlende Elektrifizierung auf dem Abschnitt zwischen Güterbahnhof Moabit und Hamburger und Lehrter Güterbahnhof (HuL), zu kurze Gleislängen für bis zu 700 m lange Züge und der Richtungswechsel um von HuL in den Westhafen zu gelangen. Ende 2014 konnte als erster Schritt das Planfeststellungsverfahren für die Verlängerung der beiden Rangiergleise im Güterbahnhof HuL eingeleitet werden.
Außerdem ist die BEHALA seit 1988 mit 49,8 % Minderheitspartner der Captrain Deutschland (früher Veolia Cargo) bei der Industriebahn-Gesellschaft Berlin GmbH (IGB), einem nicht-öffentlichen Eisenbahnverkehrs- und -infrastrukturunternehmen in Berlin, welche wiederum mit 66,6 % Mehrheitsaktionär bei der Niederbarnimer Eisenbahn-AG ist, die Personennahverkehr im Berliner Umland betreibt.

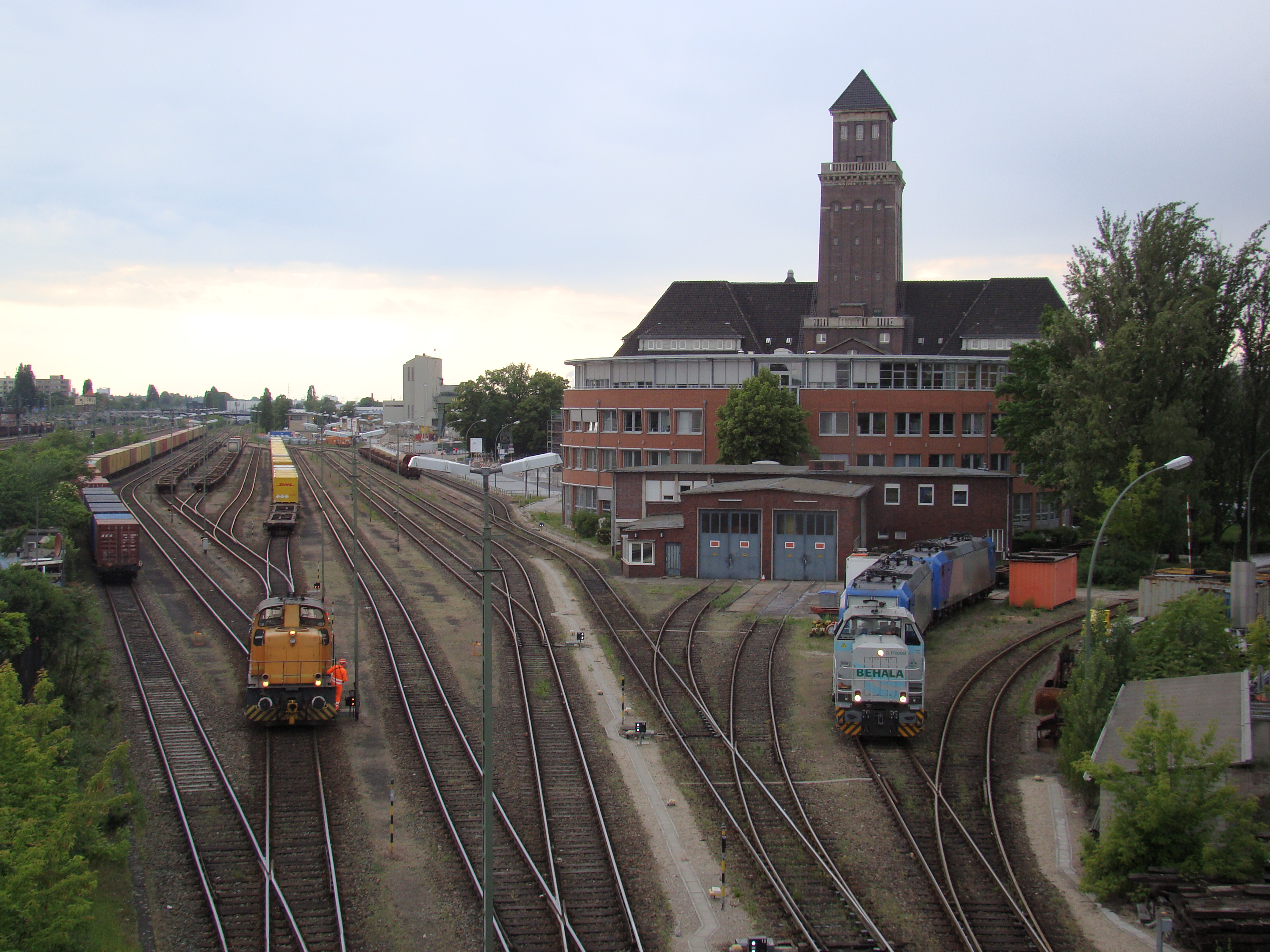
Bahnhof der BEHALA im Berliner Westhafen: abendliche Bereitstellung der beiden Containerzüge
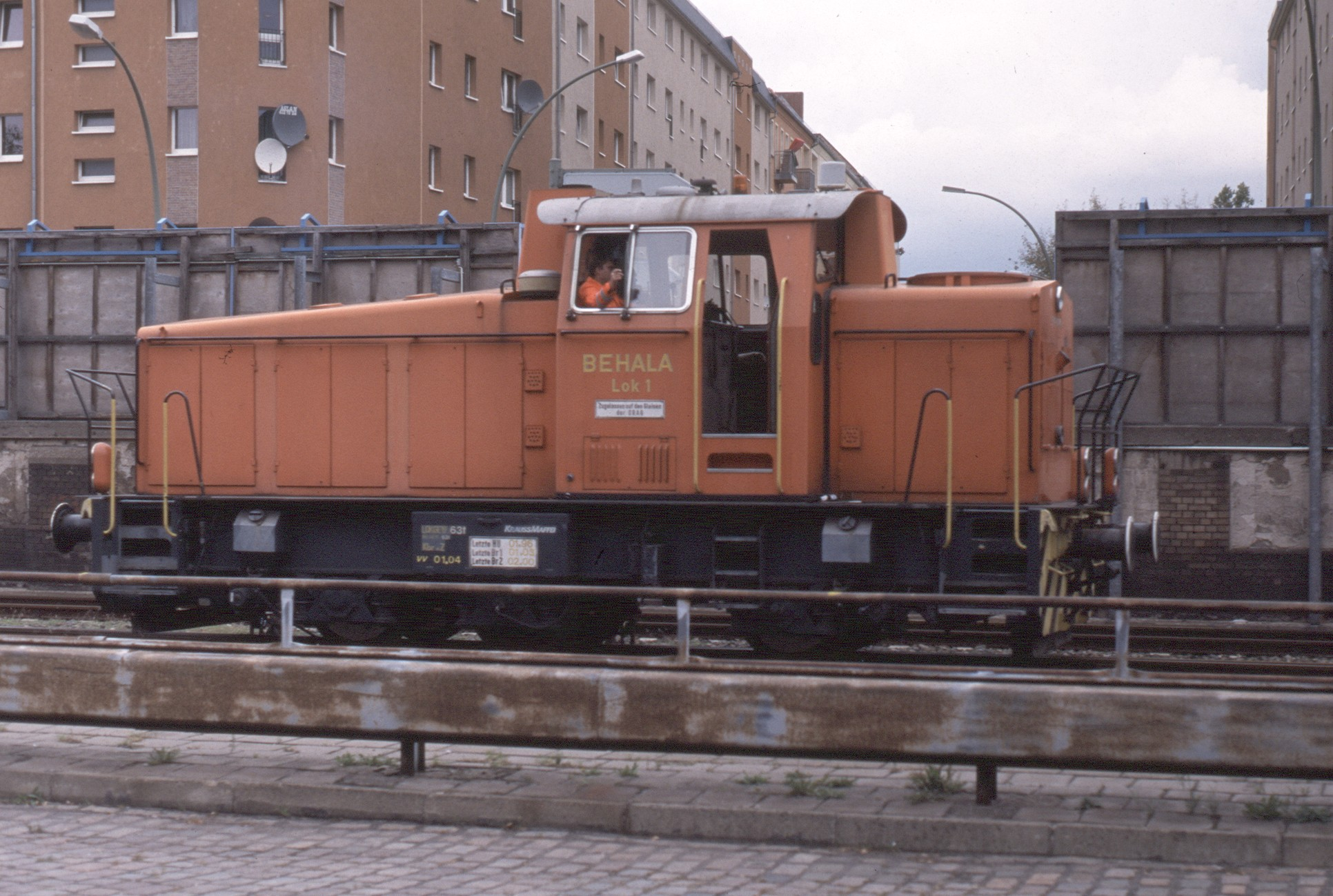
Lok 1 (Krauss-Maffei M 700 C) im Berliner Osthafen, 2003
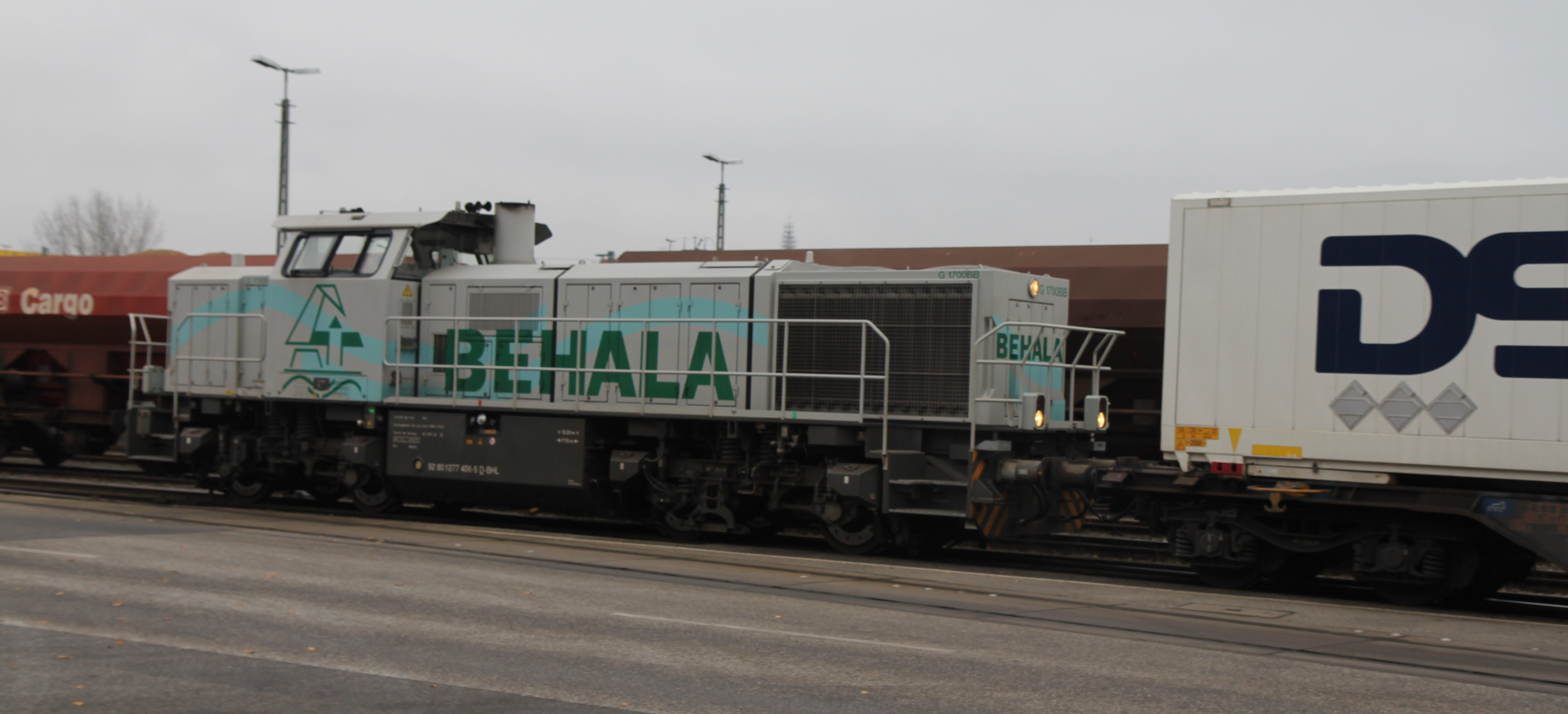
Lokomotive des Typs Vossloh G 1700-2 BB im Westhafen
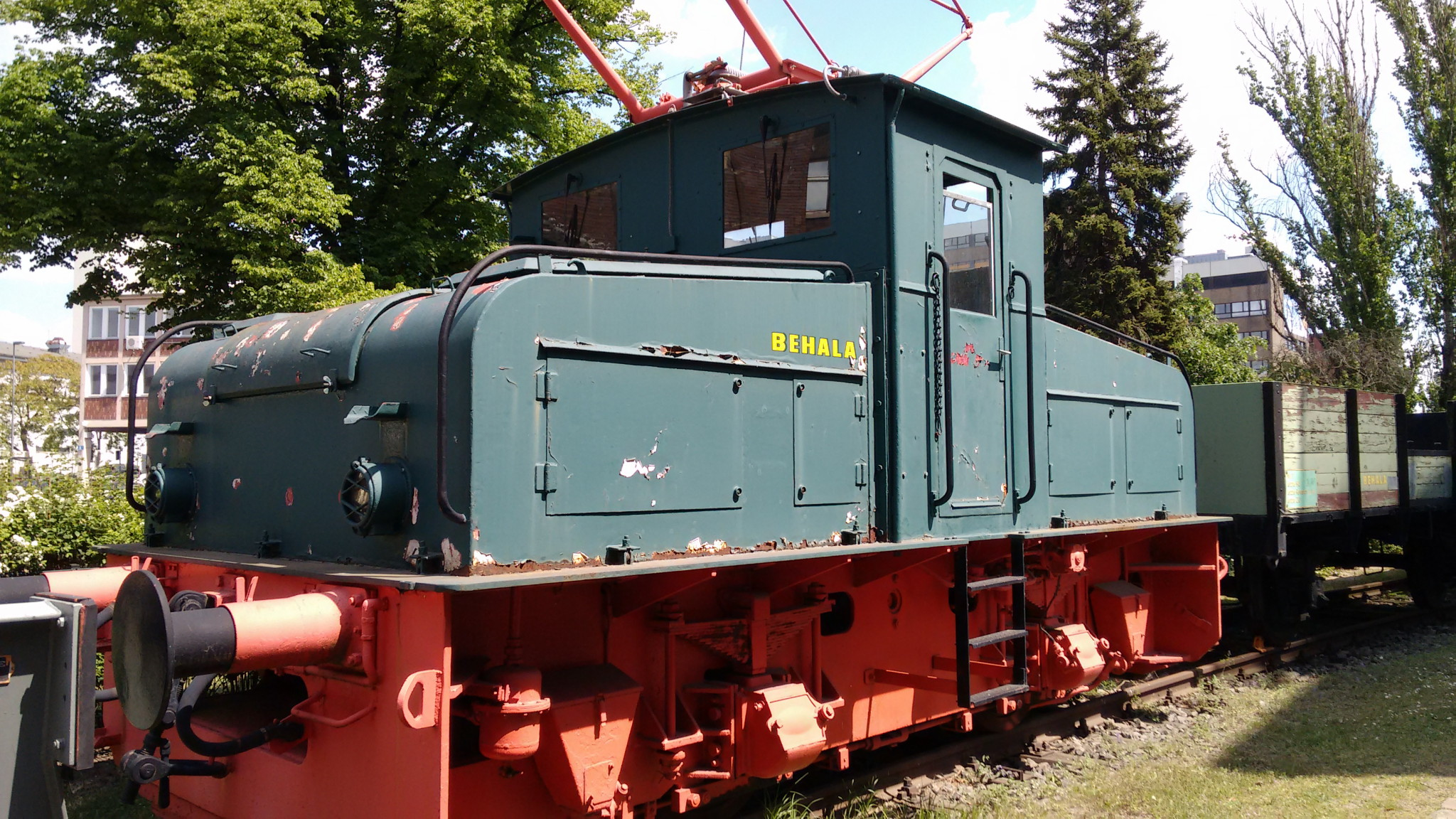
Lok L2 (LEW EL 4) auf einem Ausstellungsgleis vor der BEHALA-Verwaltung im Westhafen

## Geschäftszahlen

### Güterumschlag
Der Güterein- und -ausgang der BEHALA hat sich zwischen 1999 und 2009 von 5,5 auf 3,1 Millionen Tonnen verringert. Seither steigt er wieder an, wobei 2018 ein Güterumschlag von 4,9 Millionen Tonnen bewältigt wurde. Die nachfolgende Tabelle zeigt die Entwicklung des Güterumschlags zwischen 1999 und 2011 an den einzelnen Standorten in Tausend Tonnen. Außer dem Westhafen ist der Güterein- und -ausgang an allen anderen Standorten zurückgegangen, wobei der Osthafen ganz aufgegeben wurde:
| Standort                | 1999 | 2005 | 2011 |
| ----------------------- | ---- | ---- | ---- |
| Ladestraße              | 1250 | 909  | 910  |
| Hafen Neukölln          | 396  | 114  | 72   |
| Osthafen                | 707  | 352  | –    |
| Südhafen Spandau        | 1702 | 685  | 522  |
| Westhafen               | 1453 | 1867 | 2316 |
| Gesamtumschlag (Mio. t) | 5508 | 3927 | 3820 |

Bei den am Güterumschlag beteiligten Verkehrsmitteln hatte im Jahr 2018 der LKW einen Anteil von 54 Prozent, die Eisenbahn war mit 27 Prozent und das Binnenschiff mit 19 Prozent beteiligt.

### Beteiligungen
Die BEHALA ist an folgenden drei Unternehmen beteiligt:
- B-Plus Planungs-Aktiengesellschaft, Berlin (100 %)
- BPS BEHALA Port Services GmbH, Berlin (100 %)
- Industriebahn-Gesellschaft Berlin mbH, Berlin (49,8 %)